# Ryūtarō Araga
Ryūtarō Araga (jap. 荒賀 龍太郎, Araga Ryūtarō; * 16. Oktober 1990 in Kameoka) ist ein japanischer Karateka. Er kämpft in der Gewichtsklasse bis 84 Kilogramm.

## Karriere
Ryūtarō Araga war bereits im Juniorenbereich sehr erfolgreich, als er 2007 die Weltmeisterschaften bei den Kadetten gewann. Im Erwachsenenbereich sicherte er sich 2010 in der Gewichtsklasse bis 84 Kilogramm bei den Asienspielen in Guangzhou mit Silber seine erste Medaille. Zwei Jahre später belegte er hinter Kenji Grillon auch bei den Weltmeisterschaften in Paris den zweiten Platz. 2013 wurde Araga in Dubai zunächst Asienmeister, ehe er im selben Jahr auch bei den World Games in Cali die Goldmedaille gewann. Der nächste Titelgewinn folgte mit dem Turniersieg bei den Asienspielen 2014 in Incheon. In Bremen wurde Araga 2014 außerdem hinter Gogita Arkania zum zweiten Mal in Folge Vizeweltmeister. Die Mannschaftskonkurrenz schloss er auf dem dritten Platz ab. Bei den Asienmeisterschaften 2015 in Yokohama gelang ihm erfolgreich die Titelverteidigung.
Im Jahr 2016 wurde Araga schließlich in Linz erstmals im Einzel Weltmeister. Im Finale bezwang er Aykhan Mamayev aus Aserbaidschan. Darüber hinaus belegte er mit der Mannschaft Rang zwei. 2017 nahm Araga unter anderem an den World Games in Breslau teil und schloss den Wettkampf hinter Zabiollah Poorshab auf dem zweiten Platz ab. Bei den Weltmeisterschaften 2018 in Madrid verpasste Araga das Einzelpodium, während er mit der Mannschaft wie schon 2014 Dritter wurde. In Amman gelang ihm dagegen zum dritten Mal der Titelgewinn bei den Asienmeisterschaften. Bei den Asienspielen in Jakarta wiederholte er 2018 außerdem seine Platzierung von 2014 und gewann erneut die Goldmedaille. Die Asienmeisterschaften 2019 in Taschkent beendete er im Einzel auf dem dritten Platz.
Für die 2021 ausgetragenen Olympischen Spiele 2020 in Tokio entfiel für Araga die Notwendigkeit einer Qualifikation für den Wettkampf in der olympischen Gewichtsklasse über 75 Kilogramm, da er den Gastgeber-Startplatz seines Landes erhielt. In der Gruppenphase gelangen ihm in drei Kämpfen drei Siege, sodass er die Vorrunde als Erster überstand und ins Halbfinale einzog. Dort unterlag er Tareg Hamedi mit 0:2, der im Anschluss gegen Sajjad Ganjzadeh unterlag und Zweiter wurde. Araga erhielt wie Uğur Aktaş die Bronzemedaille.